# Bella Vista (Arkansas)
Bella Vista ist eine Stadt im Benton County im US-Bundesstaat Arkansas.
Zum Zeitpunkt des United States Census 2020 war Bella Vista ein Census-designated place (CDP) und hatte 30.104 Einwohner. 1917 wurde der Ort als Feriensiedlung angelegt, die sich im Laufe der Jahrzehnte in Richtung einer Rentnersiedlung wandelte. 1965 wurde der Bella Vista Country Club gegründet um die Verwaltungsangelegenheiten der Siedlung besser regeln zu können. Im Jahr 2006 stimmten die Einwohner dafür, eine Town zu bilden. Bis zur United States Census 2010 erhöhte sich die Einwohnerzahl auf 24.641, zuvor war Bella Vista die größte nichtincorporierte Gemeinde in Arkansas.

## Geografie
Bella Vista liegt inmitten der Ozark Mountains, einem Hochland mit tief eingeschnittenen Flusstälern, das sich von Arkansas auch in die Staaten Missouri, Oklahoma und Kansas erstreckt.
Der Ort liegt am U.S. Highway 71 am Ende der Interstate 540 zwischen Bentonville und der Staatsgrenze zu Missouri.
Nach den Angaben des United States Census Bureaus hat die Siedlung eine Fläche von 171,9 km², wovon 169,9 km² auf Land und 2,0 km² (é 1,19 %) auf Gewässer entfallen.

## Demografische Daten
Zum Zeitpunkt des United States Census 2000 bewohnten Bella Vista 16.582 Personen. Die Bevölkerungsdichte betrug 97,6 Personen pro km². Es gab 8854 Wohneinheiten, durchschnittlich 52,1 pro km². Die Bevölkerung bestand zu 97,87 % aus Weißen, 0,18 % Schwarzen oder African American, 0,69 % Native American, 0,27 % Asian, 0,01 % Pacific Islander, 0,20 % gaben an, anderen Rassen anzugehören und 0,78 % nannten zwei oder mehr Rassen. 1,01 % der Bevölkerung erklärten, Hispanos oder Latinos jeglicher Rasse zu sein.
Die Bewohner Bella Vistas verteilten sich auf 7818 Haushalte, von denen in 13,5 % Kinder unter 18 Jahren lebten. 72,4 % der Haushalte stellten Verheiratete, 3,2 % hatten einen weiblichen Haushaltsvorstand ohne Ehemann und 23,2 % bildeten keine Familien. 20,5 % der Haushalte bestanden aus Einzelpersonen und in 13,3 % aller Haushalte lebte jemand im Alter von 65 Jahren oder mehr alleine. Die durchschnittliche Haushaltsgröße betrug 2,10 und die durchschnittliche Familiengröße 2,38 Personen.
Die Bevölkerung verteilte sich auf 12,3 % Minderjährige, 3,0 % 18–24-Jährige, 16,4 % 25–44-Jährige, 26,3 % 45–64-Jährige und 41,9 % im Alter von 65 Jahren oder mehr. Das Durchschnittsalter betrug 61 Jahre. Auf jeweils 100 Frauen entfielen 92,5 Männer. Bei den über 18-Jährigen entfielen auf 100 Frauen 90,9 Männer.
Das mittlere Haushaltseinkommen in Bella Vista betrug 44.090 US-Dollar und das mittlere Familieneinkommen erreichte die Höhe von 48.233 US-Dollar. Das Durchschnittseinkommen der Männer betrug 34.547 US-Dollar, gegenüber 24.690 US-Dollar bei den Frauen. Das Pro-Kopf-Einkommen in Bella Vista war 25.406 US-Dollar. 2,5 % der Bevölkerung und 1,5 % der Familien hatten ein Einkommen unterhalb der Armutsgrenze, davon waren 3,7 % der Minderjährigen und 1,0 % der Altersgruppe 65 Jahre und mehr betroffen.

## Geschichte
Bella Vista liegt auf dem Ozark-Plateau, welches früher von indigenen Gruppen wie den Osage, Caddo und Quapaw bewohnt wurde. In den Jahren 1808 und 1809 übertrugen die Osage große Flächen des Plateaus, welche später Teile Bella Vistas wurden, an die US-amerikanische Regierung.

1915 wird Bella Vista als Sommerfreizeitanlage durch William und Mary Baker gegründet. Bereits ein Jahr später wird es allerdings an die Linebarger-Brüder verkauft und zu einem exklusiven Sommerresort ausgebaut. In den 1920er bis 1930er Jahren wurde dieses Resort zu einem Hotel mit Golfplatz, Schwimmbad und Nachtclub erweitert, nur um nach 1952 durch Elzy Lloyd Keith zu einem Familienresort umgewandelt zu werden. Gut 10 Jahre später, 1965, entwickelt Bella Vista durch John A. Cooper Sr. langsam in die Richtung einer Ruhestandsgemeinschaft. Verwaltet wird das Gelände nun durch die POA (Property Owners Association). 2006 wurde Bella Vista eingemeindet und durch eine Abstimmung über die Gründung zu einer eigenständigen Stadt.